# 9563 Kitty
9563 Kitty este un asteroid din centura principală de asteroizi.

## Descriere
9563 Kitty este un asteroid din centura principală de asteroizi. A fost descoperit pe 21 septembrie 1987 la Stația Anderson Mesa de Edward L. G. Bowell. El prezintă o orbită caracterizată de o semiaxă mare de 2,36 ua, o excentricitate de 0,23 și o înclinație de 1,6° în raport cu ecliptica.